# Borovan
Borovan (bulgariska: Борован) är en ort i Bulgarien.   Den ligger i kommunen Obsjtina Borovan och regionen Vratsa, i den nordvästra delen av landet, 90 km norr om huvudstaden Sofia. Borovan ligger 189 meter över havet och antalet invånare är 2 941.
Terrängen runt Borovan är platt. Närmaste större samhälle är Bjala Slatina, 15,2 km öster om Borovan.
Trakten runt Borovan består till största delen av jordbruksmark. Runt Borovan är det ganska glesbefolkat, med 45 invånare per kvadratkilometer.